# Kłusownik (obraz Brunona Liljeforsa)
Kłusownik (szw. Tjuvskytt) – obraz olejny namalowany przez szwedzkiego malarza Brunona Liljeforsa w 1894 roku, znajdujący się w zbiorach Nationalmuseum w Sztokholmie.

## Opis
Obraz jest własnością Nationalmuseum od 1915 roku, kiedy to muzeum otrzymało go w prezencie od konesera sztuki za pośrednictwem malarza i dyrektora Nationalmuseum Richarda Bergha. Bruno Liljefors bardzo interesował się polowaniem i wykonał wiele obrazów z tym motywem. Podobnie jak wielu współczesnych artystów, Liljefors wykorzystywał fotografie jako pomoce w zapamiętywaniu. Fotografia, którą Liljefors wykorzystał jako model do tego obrazu, jest dziś własnością Muzeum Sztuki w Uppsali. Zdjęcie pochodzi z 1890 roku, a mężczyzna na zdjęciu nazywa się Värdshusarn. Był przyjacielem Liljeforsa podczas wypraw na łono natury i stał się modelem do kilku fotografii. 
Na obrazie kłusownik ze strzelbą w lesie, trzyma rękę za uchem i nasłuchuje odgłosów toków głuszców. Bruno Liljefors namalował kłusownika w taki sposób, że powstaje wrażenie, że postać zlewa się z pniami sosen.